# Sorhoanus schmidti
Sorhoanus schmidti är en insektsart som beskrevs av Wagner 1939. Sorhoanus schmidti ingår i släktet Sorhoanus och familjen dvärgstritar. Inga underarter finns listade i Catalogue of Life.